# Ринаудо, Фабиан
Фабиа́н Андре́с Рина́удо (исп. Fabián Andrés Rinaudo; 8 мая 1987, Армстронг, Аргентина), более известный как Фи́то Рина́удо (исп. Fito Rinaudo) — аргентинский футболист, опорный полузащитник. Выступал в сборной Аргентины.

## Клубная карьера
3 июля 2011 года было объявлено о том, что Ринаудо перешёл из «Химнасии» в лиссабонский «Спортинг», подписав контракт сроком на 4 года. Сумма, уплаченная за Фито, составила 525 тысяч евро.